# Serie A (1942/1943)
Serie A 1942/1943 – 43. edycja najwyższej w hierarchii klasy mistrzostw Włoch w piłce nożnej, organizowanych przez Direttorio Divisioni Superiori, które odbyły się od 4 października 1942 do 25 kwietnia 1943. Mistrzem został Torino, zdobywając swój drugi tytuł.

## Organizacja
Liczba uczestników pozostała bez zmian (16 drużyn). Bari i Vicenza awansowali z Serie B. Rozgrywki składały się z meczów, które odbyły się systemem kołowym u siebie i na wyjeździe, w sumie 30 rund: 2 punkty przyznano za zwycięstwo i po jednym punkcie w przypadku remisu, z możliwą dogrywką, rozstrzygać sytuacje ex aequo w końcowej klasyfikacji.. Zwycięzca rozgrywek ligowych otrzymywał tytuł mistrza Włoch. Dwie ostatnie drużyny spadało do Serie B.
Spadki okazały się jedynie pozorne, ponieważ zostały odwołane już latem 1943 roku. Biorąc pod uwagę rozwój wydarzeń wojennych na terytorium kraju, w lipcu 1943 roku ogłoszono plan mieszania Serie A i Serie B w mistrzostwo z 36 drużynami podzielonymi na trzy grupy, z którego ostatecznie zrezygnowano po 8 września z powodu kapitulacji Włoch i wynikającego z niego podziału kraju na dwie części, okupowanych przez Oś na północy i przez aliantów na południu. W tym scenariuszu FIGC na terenie nowo powstałej Włoskiej Republiki Socjalnej zorganizowało w 1944 r. mistrzostwa Górnych Włoch (wł. campionato di Alta Italia), które wygrała Spezia, ale które zostały nieuznane przez samą Federację Republikańską. Mieszane mistrzostwa Serie A-B, regularne i oficjalnie uznawane, mogły odbyć się dopiero po zakończeniu działań wojennych w sezonie 1945/46, a na powrót do pojedynczej grupy Serie A trzeba było czekać przez kolejny rok.

## Drużyny

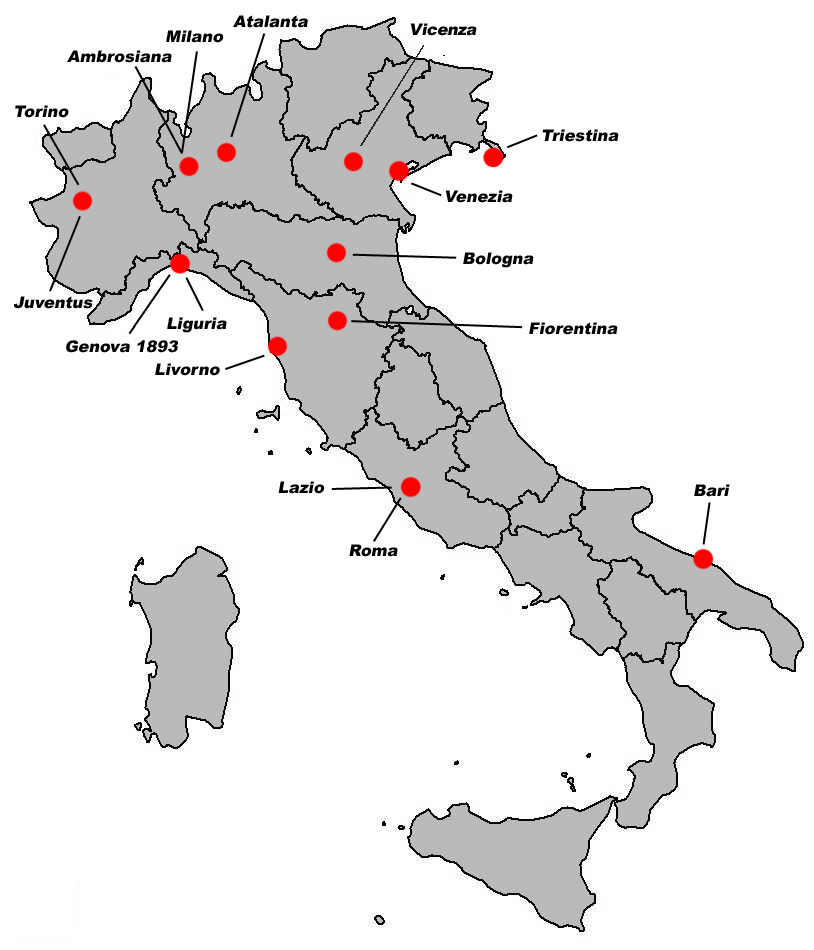
Lokalizacja klubów grających w Serie A

| Uczestnicy poprzedniej edycji                                                                                 | Uczestnicy poprzedniej edycji | Uczestnicy poprzedniej edycji | Uczestnicy poprzedniej edycji |
| --- | ----------------------------- | ----------------------------- | ----------------------------- |
| AMB | Ambrosiana-Inter              | 12                            |                               |
| ATA | Atalanta                      | 13                            |                               |
| BOL | Bologna                       | 7                             |                               |
| FIO | Fiorentina                    | 9                             |                               |
| GEN | Genova 1893                   | 4                             |                               |
| JUV | Juventus                      | 6                             |                               |
| LAZ | Lazio                         | 5                             |                               |
| LIG | Liguria                       | 11                            |                               |
| LIV | Livorno                       | 14                            |                               |
| MIL | Milano                        | 10                            |                               |
| ROM | Roma                          | 1                             |                               |
| TOR | Torino                        | 2                             |                               |
| TRI | Triestina                     | 8                             |                               |
| VEN | Venezia                       | 3                             |                               |
| Awans z Serie B 1941/1942                                                                                     |                               |                               |                               |
| BAR | Bari                          | 1                             |                               |
| VIC | Vicenza                       | 2                             |                               |
| Oznaczenia: - kolumna pierwsza – skróty nazw drużyn, - kolumna trzecia – miejsce zajęte w poprzednim sezonie. |                               |                               |                               |

## Tabela
| Poz | Klub             | M  | Z  | R  | P  | GZ | GS | +/- | Pkt | Uwagi       |
| --- | ---------------- | -- | -- | -- | -- | -- | -- | --- | --- | ----------- |
| 1.  | Torino           | 30 | 20 | 4  | 6  | 68 | 31 | +37 | 44  | Mistrzostwo |
| 2.  | Livorno          | 30 | 18 | 7  | 5  | 52 | 34 | +18 | 43  |             |
| 3.  | Juventus         | 30 | 16 | 5  | 9  | 75 | 55 | +20 | 37  |             |
| 4.  | Ambrosiana-Inter | 30 | 15 | 4  | 11 | 53 | 38 | +15 | 34  |             |
| 5.  | Genova 1893      | 30 | 14 | 5  | 11 | 59 | 53 | +6  | 33  |             |
| 6.  | Bologna          | 30 | 12 | 5  | 13 | 53 | 39 | +14 | 29  |             |
| 6.  | Fiorentina       | 30 | 12 | 5  | 13 | 55 | 61 | -6  | 29  |             |
| 6.  | Milano           | 30 | 10 | 9  | 11 | 39 | 44 | -5  | 29  |             |
| 9.  | Lazio            | 30 | 10 | 8  | 12 | 56 | 59 | -3  | 28  |             |
| 9.  | Atalanta         | 30 | 11 | 6  | 13 | 34 | 44 | -10 | 28  |             |
| 9.  | Roma             | 30 | 12 | 4  | 14 | 36 | 50 | -14 | 28  |             |
| 12. | Vicenza          | 30 | 8  | 9  | 13 | 36 | 44 | -8  | 25  |             |
| 13. | Triestina        | 30 | 5  | 14 | 11 | 32 | 40 | -8  | 24  | Baraże      |
| 13. | Venezia          | 30 | 8  | 8  | 14 | 34 | 46 | -12 | 24  | Baraże      |
| 13. | Bari             | 30 | 7  | 10 | 13 | 24 | 38 | -14 | 24  | Baraże      |
| 16. | Liguria          | 30 | 7  | 7  | 16 | 36 | 66 | -30 | 21  | Spadek      |

## Wyniki
| Gospodarz \ Gość | AMB | ATA | BAR | BOL | FIO | GEN | JUV | LAZ | LIG | LIV | MIL | ROM | TOR | TRI | VEN | VIC |
| Ambrosiana-Inter |     | 1:0 | 0:0 | 1:0 | 4:0 | 3:0 | 3:1 | 4:1 | 5:1 | 0:1 | 3:1 | 0:2 | 1:0 | 1:0 | 1:4 | 1:2 |
| Atalanta         | 2:5 |     | 2:0 | 1:0 | 1:0 | 5:1 | 0:2 | 2:0 | 2:0 | 0:2 | 0:0 | 2:1 | 1:0 | 2:2 | 1:2 | 2:2 |
| Bari             | 1:0 | 0:0 |     | 0:1 | 4:2 | 0:0 | 2:3 | 2:1 | 2:0 | 1:1 | 2:0 | 2:2 | 0:1 | 1:0 | 2:1 | 0:0 |
| Bologna          | 3:1 | 2:0 | 4:0 |     | 3:1 | 3:1 | 2:2 | 4:0 | 3:3 | 1:2 | 3:0 | 4:2 | 1:2 | 2:2 | 0:2 | 1:2 |
| Fiorentina       | 2:0 | 2:0 | 1:0 | 0:1 |     | 3:2 | 3:4 | 1:1 | 5:1 | 4:3 | 3:0 | 3:0 | 2:3 | 2:2 | 2:1 | 4:2 |
| Genova 1893      | 1:0 | 1:0 | 3:2 | 3:1 | 0:2 |     | 1:2 | 6:5 | 3:0 | 5:2 | 4:2 | 0:2 | 3:3 | 1:1 | 5:1 | 6:1 |
| Juventus         | 4:2 | 5:1 | 5:0 | 3:1 | 5:2 | 3:2 |     | 2:4 | 4:1 | 3:0 | 1:1 | 1:2 | 2:5 | 6:2 | 5:2 | 2:6 |
| Lazio            | 3:1 | 3:2 | 0:0 | 2:1 | 3:3 | 1:1 | 5:3 |     | 5:1 | 0:1 | 4:2 | 3:1 | 2:3 | 3:1 | 1:1 | 2:1 |
| Liguria          | 1:1 | 3:0 | 1:0 | 1:7 | 2:2 | 1:2 | 1:0 | 2:0 |     | 1:2 | 2:2 | 3:0 | 2:3 | 1:1 | 1:0 | 3:1 |
| Livorno          | 4:2 | 1:1 | 1:1 | 1:0 | 4:1 | 3:1 | 0:3 | 4:2 | 3:1 |     | 3:1 | 2:0 | 0:0 | 0:0 | 2:1 | 2:0 |
| Milano           | 0:3 | 0:1 | 3:1 | 3:2 | 1:3 | 0:0 | 2:0 | 4:1 | 0:0 | 1:1 |     | 4:1 | 1:0 | 2:0 | 1:2 | 1:1 |
| Roma             | 1:3 | 2:1 | 1:0 | 1:1 | 1:0 | 2:3 | 1:2 | 1:0 | 5:1 | 1:0 | 1:1 |     | 0:4 | 1:2 | 2:1 | 1:0 |
| Torino           | 1:3 | 4:2 | 3:0 | 2:1 | 5:0 | 3:1 | 2:0 | 2:2 | 3:0 | 1:2 | 0:1 | 4:0 |     | 4:1 | 3:1 | 0:0 |
| Triestina        | 0:0 | 0:1 | 1:1 | 0:0 | 3:0 | 0:1 | 1:1 | 0:0 | 3:1 | 1:1 | 0:1 | 2:0 | 2:3 |     | 1:1 | 2:0 |
| Venezia          | 0:2 | 1:1 | 0:0 | 1:0 | 2:2 | 4:1 | 1:1 | 2:1 | 1:0 | 0:1 | 1:3 | 0:0 | 0:3 | 1:1 |     | 0:1 |
| Vicenza          | 2:2 | 2:3 | 1:0 | 0:1 | 3:0 | 0:1 | 0:0 | 1:1 | 1:1 | 1:3 | 1:1 | 1:2 | 0:1 | 2:1 | 2:0 |     |

Źródło: Almanacco Illustrato del Calcio - La Storia 1898-2004, Panini Edizioni, Modena, September 2005 (wł.)
Objaśnienia:
1Drużyna gospodarzy jest wymieniona po lewej stronie tabeli.
Kolory: zielony – zwycięstwo gospodarzy, żółty – remis, różowy – zwycięstwo gości.

## Baraże o utrzymanie
2 maja 1943, Rzym.
Bari – Venezia 1:1
9 maja 1943, Florencja.
Triestina – Venezia 2:0
16 maja 1943, Modena.
Bari – Triestina 2:3
6 czerwca 1943, Bolonia.
Bari – Venezia 0:3

## Najlepsi strzelcy
| Bramki | Strzelcy            | Drużyna     |
| ------ | ------------------- | ----------- |
| 21 (5) | Silvio Piola        | Lazio       |
| 19 (4) | Guglielmo Trevisan  | Genova 1893 |
| 17 (3) | Vittorio Sentimenti | Juventus    |
| 16     | Riza Lushta         | Juventus    |

## Skład mistrzów
| Zwycięzca Serie A 1942/43 |
| ------------------------- |
| Torino 2 Tytuł            |

| formacja                                                                                        | Piłkarz (liczba meczów)                                                                               |
| ----------------------------------------------------------------------------------------------- | --- |
| Bodoira Piacentini Ellena Ferrini Baldi III Grezar Loik II Mazzola Ferraris II Menti II Gabetto | Alfredo Bodoira (17)                                                                                  |
| Bodoira Piacentini Ellena Ferrini Baldi III Grezar Loik II Mazzola Ferraris II Menti II Gabetto | Sergio Piacentini (22)                                                                                |
| Bodoira Piacentini Ellena Ferrini Baldi III Grezar Loik II Mazzola Ferraris II Menti II Gabetto | Giacinto Ellena (29)                                                                                  |
| Bodoira Piacentini Ellena Ferrini Baldi III Grezar Loik II Mazzola Ferraris II Menti II Gabetto | Osvaldo Ferrini (23)                                                                                  |
| Bodoira Piacentini Ellena Ferrini Baldi III Grezar Loik II Mazzola Ferraris II Menti II Gabetto | Fioravante Baldi (16)                                                                                 |
| Bodoira Piacentini Ellena Ferrini Baldi III Grezar Loik II Mazzola Ferraris II Menti II Gabetto | Giuseppe Grezar (30)                                                                                  |
| Bodoira Piacentini Ellena Ferrini Baldi III Grezar Loik II Mazzola Ferraris II Menti II Gabetto | Ezio Loik (30)                                                                                        |
| Bodoira Piacentini Ellena Ferrini Baldi III Grezar Loik II Mazzola Ferraris II Menti II Gabetto | Valentino Mazzola (30)                                                                                |
| Bodoira Piacentini Ellena Ferrini Baldi III Grezar Loik II Mazzola Ferraris II Menti II Gabetto | Romeo Menti (22)                                                                                      |
| Bodoira Piacentini Ellena Ferrini Baldi III Grezar Loik II Mazzola Ferraris II Menti II Gabetto | Pietro Ferraris (30)                                                                                  |
| Bodoira Piacentini Ellena Ferrini Baldi III Grezar Loik II Mazzola Ferraris II Menti II Gabetto | Guglielmo Gabetto (26)                                                                                |
| Bodoira Piacentini Ellena Ferrini Baldi III Grezar Loik II Mazzola Ferraris II Menti II Gabetto | Pozostałe piłkarze: Filippo Cavalli (13), Luigi Cassano (15), Cesare Gallea (15), Franco Ossola (12). |